# Matavenero
Matavenero ist ein Ökodorf in einer Höhe von etwa 1000 Metern über dem Meeresspiegel in den Bergen der Provinz León, Nordspanien, administrativ gehört es gemeinsam mit Poibueno zu Torre del Bierzo.
Nachdem es lange Zeit unbewohnt war, wurde es ab 1989 von einer internationalen Gruppe von Aussteigern und Hippies bezogen und wiederaufgebaut. Inzwischen verfügt das Dorf über einen eigenen Kindergarten sowie über eine freie Schule. Entscheidungen bezüglich des Gemeinschaftslebens werden alle 14 Tage beim Rat per Konsens getroffen.
Die Anzahl der Bewohner ist mit 72 Personen angegeben, außerdem seien 36 Kinder in Matavenero zur Welt gekommen.
In Matavenero soll ein nachhaltiger Lebensstil verwirklicht werden, dazu werden auch alternative Energieerzeuger wie Windräder und Solarzellen benutzt.
Es gibt auf den Terrassen viele kleine Gärten, in denen natürliche Permakultur betrieben wird.
Anfallender Müll wird recycelt, kompostiert oder außerhalb des Dorfes fachgerecht entsorgt.
Die Nutzung von motorbetriebenen Geräten bedarf einer Ausnahmegenehmigung, weshalb es in Dorf und Umgebung recht ruhig ist. Für Lasttransporte werden Esel und Ponys eingesetzt.
In Matavenero fand das erste Sueño-Verde-Festival statt.
Matavenero ist über Waldwege von San Facundo und Foncebadón aus erreichbar. Der Aufstieg zu Fuß von San Facundo dauert ca. zwei Stunden, von Foncebadon läuft man ca. eine Stunde. Im Sommer ist das Dorf via Foncebadon auch mit Kraftfahrzeugen erreichbar, die einen Kilometer oberhalb des Dorfes geparkt werden müssen.